# Cedrelinga cateniformis
Cedrelinga cateniformis är en ärtväxtart som först beskrevs av Adolpho Ducke, och fick sitt nu gällande namn av Adolpho Ducke. Cedrelinga cateniformis ingår i släktet Cedrelinga och familjen ärtväxter. Inga underarter finns listade i Catalogue of Life.